# 제19회 가치봄영화제
제19회 가치봄영화제는 2018년 9월 7일에 열린 시상식이다.

## 수상 및 후보

### 대상
- 터치 - 이미지 수상

### 우수상
- 칼국수 먹으러 가는 길 - 김하늬 수상

### 인권상
- 초승달의 집 - 태휘원 외 1명 수상

### 신인감독상
- 유토피아 - 남소원 수상

### 관객심사단상
- 푸른 아이 - 이강구 수상
- 너와 나, 우리 삶 이야기 - 윤의경 외 2명 수상

### PDFF 경선
- 2인 3각 - 이진우
- 무지개 약 - 최주연
- 베데스다 가는 길 - 박안드레
- 순희 - 엄지수
- 러브 스파크 - 최유진 외 1명
- 오래된 사랑의 실체 - 이도형 외 1명
- 유토피아 - 남소원
- 초승달의 집 - 태휘원 외 1명
- 칼국수 먹으러 가는 길 - 김하늬
- 터치 - 이미지
- 푸른 아이 - 이강구
- 세이브 미 - 전윤수

### 장애인미디어운동
- 만수의 영화 - 남소연 외 1명
- 봄빛 - 유광재
- 언니와 나 - 정선미
- 일곱빛깔 무지개 - 엄현정
- 너와 나, 우리 삶 이야기 - 윤의경 외 2명
- 그 방 - 우창수

### 한국영화초청
- 그것만이 내 세상 - 최성현
- 사랑은 가위바위보 - 엄이랑
- 승부 - 김경석
- 인애장 - 조주상
- 수련회 가는 날 - 고가림
- 선물 - 최은
- 여름의 소리 - 김현정

### 해외영화초청
- 빛나는 - 가와세 나오미
- 내 사랑을 받아줘 - 제이크 유즈나
- 뒤집힌 세계 - 피터 게스퀴에르

### 사전제작 지원
- 걸음이 빠른 달팽이 - 정상일